# Zdrada (województwo pomorskie)
Zdrada (kaszb. Zdrada, niem. Zdrada) – wieś kaszubska w Polsce położona w województwie pomorskim, w powiecie puckim, w gminie Puck na północno-wschodnim krańcu Puszczy Darżlubskiej przy 213. Na wschód od Zdrady znajdują się tereny bagienne zwane Puckimi Błotami.
W latach 1975–1998 miejscowość administracyjnie należała do województwa gdańskiego.

## Historia miejscowości
Wieś o bardzo długiej tradycji zamieszkania. W latach 1876-1877 znaleziono tu groby skrzynkowe z urnami.
Na koniec 1892 r obwód dominialny (folwark) Zdrada zamieszkiwało 97 Kaszubów katolików i 1 Niemiec ewangelik.
W roku 1913 wieś miała 92 mieszkańców, a właścicielem majątku z młynem wodnym i cegielnią był Johaness Bialk (Białk).
Przed 1920 wieś nosiła nazwę niemiecką Zdrada. W czasie II wojny światowej Niemcy wprowadzili zamiast niej ahistoryczną nazwę Mechenhof (Mechowski Dwór, w nawiązaniu do pobliskiej wioski Mechowo).
W Zdradzie urodził się Antoni Abraham, kaszubski działacz społeczny i pisarz ludowy.